# إدارة الجودة
إدارة الجودة
هي الطريقة التي تضمن بأن جميع النشاطات الضرورية لتصميم وتطوير ومن ثم تطبيق المنتج أو الخدمة في المؤسسة فعّآلة وتعمل بكفاءة.
تطوير الجودة :
أفضل ما يعرف به عالم الإحصاءات الأمريكي إدوارد ديمينغ هو فلسفته الإدارية في الجودة والإنتاجية والمركز المنافس، حيث أنه صاغ 14 نقطة يجب على الإداريين الانتباه لها لتحقيق الجودة، وبعض هذه النقاط يلائم إدارة الخدمات بشكل أكبر ومنها:
- حطّم الحواجز بين الاقسام والدوائر المختلفة.
- يجب على الإداريين أن يتعلموا مسؤولياتهم ويستلموا القيادة
- التطوّر بشكل باستمرار
- إنشاء برنامج للتطوير والتعليم الذاتي.

المخطط التالي هو «دورة شيوارت» لتطوير الجودة والتي حققت انتشارها على يد ديمينغ
وتعرف اختصارا ب خطط نفذ تحقق صحح حيث ان فلسفة هذه الدورة هو التطوير المستمر للجودة في المؤسسة يكون عبر ترابط أربعة مبادئ هي :
مقاييس الجودة :

مخطط شيوارت

أوجدت المنظمة الدولية للتقييس ISO (الأيزو) مواصفة قياسية لنظام إدارة الجودة QMS عام 1987 وهي مواصفة رقم أيزو 9000:1987 وتتكون من سلسلة مواصفات هي:
- أيزو 9001:1987
- أيزو 9002:1987
- أيزو 9003:1987

وهذه المواصفات كانت تطبق على أنواع مختلفة من الصناعات بحسب النشاطات : تصميم، إنتاج، تأدية خدمات، وكان يتم مراجعة هذه المواصفات كل عدة سنوات من قبل المنظمة الدولية للتقييس (أيزو) وفي مراجعة عام 1994 ظهرت طبعة معدلة من المواصفة هي :
أيزو 9000:1994 وتشمل سلسلة المواصفات
- أيزو 9002:1994
- أيزو 9001:1994
- أيزو9003:1994

وتمت المراجعة الأخيرة عام 2000 حيث تم إلغاء المواصفتين أيزو 9002 وأيزو 9003 لتظهر المواصفة أيزو 9000:2000 وأيزو 9001:2000 و 9004:2000ومن شهر كانون الثاني لعام 2003 اعتبرت الجهات المانحة للشهادة المواصفتين أيزو 9002 وأيزو 9003 لاغيتين وعلى المؤسسات التي تطبق هاتين المواصفتين الانتقال لتطبيق المواصفة الجديدة، وهناك المواصفة أيزو 9004:2000 والتي تشكل دليلا حول تطوير الأداء بشكل يفوق المتطلبات الأساسية لمواصفة أيزو 9001:2000
إن مواصفات نظام إدارة الجودة وضعت من قبل الايزو ISO لغايات إعطاء الشهادات للمؤسسات التي تطبقها بناء على أنظمة الجودة التي تطبقها المؤسسة والعمليات التي تمارسها وليس بناء على المنتج أو الخدمة التي تقدمها المؤسسة.
ومؤخرا أصدرت الأيزو مواصفة رقم 22000 والتي تعنى بإعطاء الشهادات للصناعات الغذائية وتغطي هذه المواصفة المتطلبات الأساسية في مواصفة الايزو 9001 وفي نظام الهاسب HACCP لتعطي مواصفة واحدة متكاملة للصناعات الغذائية.
تم تعديل مواصفة الأيزو 9000 في سنة 2005 لتوضيح بعض التعريفات بصورة أفضل وكذلك تم مراجعة مواصفة 9001 وإعادة إصدارها في نوفمبر 2008 وشملت التعديلات توضيحات لبعض المتطلبات دون تغير جذري في المتطلبات المحددة في إصدار 2000.
تم إدخال تعديلات جوهرية في مراجعة ISO 9001 2015 الصادرة نهاية العام 2015 من أبرزها تبني وتفعيل دور إدارة المخاطر 

## التطور التاريخي
| الوقت      | الكلمة المفتاح                               | الوصف                     | السبّاقون                             |
| ---------- | -------------------------------------------- | ------------------------- | ------------------------------------ |
| حوالي 1900 | مراقبة جودة                                  | فرز للمنتجات المعيبة      | Ford، Taylor                         |
| حوالي 1930 | اختبار الجودة                                | التحكم على أساس الإحصاءات | والتر شويهارت                        |
| حوالي 1960 | تدابير الجودة في جميع أنحاء المؤسسة          | التدابير الوقائية         | جينشي تاغوشي، W.E. Deming            |
| حوالي 1964 | برنامج عدم الأخطاء من وزارة الدفاع الأمريكية | الهدف هو الكمال التام     | فيليب كروسبي                         |
| حوالي 1985 | استراتيجية عدم الأخطاء                       | نظرية الحيود السداسي      | جنرال الكتريك، موتورولا              |
| حوالي 1990 | خطة شاملة للجودة                             | إدماج الخطط الجزئية       | إيشيكاوا                             |
| حوالي 1995 | إدارة الجودة الشاملة                         | الجودة كهدف للنظام        | W.E. Deming، مالكولم بالدريدج، الابن |
| 1989       | نموذج EFQM                                   | 9 معايير كلية             | EFQM                                 |

## اقرأ أيضا
- جودة
- خبير جودة
- قائمة مواضيع إدارة وهندسة الجودة